# سیارک ۱۶۷۲۳
سیارک ۱۶۷۲۳ (به انگلیسی: 16723 Fumiofuke، نامگذاری:1995WX8)۱۶۷۲۳مین سیارک کشف شده‌است که در ۲۷ نوامبر ۱۹۹۵ کشف شد.